# Acocksacris geyeri
Acocksacris geyeri är en insektsart som beskrevs av Brown, H.D. 1962. Acocksacris geyeri ingår i släktet Acocksacris och familjen gräshoppor. Inga underarter finns listade i Catalogue of Life.